# The Dance (album Fleetwood Mac)
The Dance – koncertowy album zespołu Fleetwood Mac z 1997 roku, będący rejestracją koncertu zarejestrowanego dla MTV w Warner Brothers Studios w Burbank (Kalifornia) 23 maja 1997. W dwóch ostatnich utworach Tusk i Don’t Stop wystąpiła Orkiestra Marszowa Uniwersytetu Południowokalifornijskiego (University of Southern California Trojan Marching Band).
Album wydano również na DVD.

## Lista utworów
1. "The Chain" (Lindsey Buckingham, Mick Fleetwood, Christine McVie, John McVie, Stevie Nicks) – 5:11
2. "Dreams" (Nicks) – 4:39
3. "Everywhere" (C. McVie) – 3:28
4. "Rhiannon" (Nicks) – 6:48
5. "I'm So Afraid" (Buckingham) – 7:45
6. "Temporary One" (C. McVie) – 4:00
7. "Bleed to Love Her" (Buckingham) – 3:27
8. "Big Love" (Buckingham) – 3:06
9. "Landslide" (Nicks) – 4:28
10. "Say You Love Me" (C. McVie) – 5:00
11. "My Little Demon" (Buckingham) – 3:33
12. "Silver Springs" (Nicks) – 5:41
13. "You Make Loving Fun" (C. McVie) – 3:50
14. "Sweet Girl" (Nicks) – 3:19
15. "Go Your Own Way" (Buckingham) – 5:00
16. "Tusk" (Buckingham) – 4:22
17. "Don't Stop" (C. McVie) – 5:31

## Twórcy

### Fleetwood Mac
- Stevie Nicks – wokal, tamburyn
- Lindsey Buckingham – gitary, wokal, banjo
- Christine McVie – instrumenty klawiszowe, fortepian, wokal, akordeon, tamburyn, marakasy
- John McVie – gitara basowa, chórki
- Mick Fleetwood – perkusja, instrumenty perkusyjne

### Gościnnie
- Brett Tuggle – instrument klawiszow, gitara, chórki
- Neale Heywood – gitara, chórki
- Lenny Castro – perkusja
- Sharon Celani – chórki
- Mindy Stein – chórki
- U.S.C. Trojan Marching Band, Dr. Arthur C. Bartner – Dyrygent

## Pozycje na listach

### Album
| Lista 1997          | Pozycja |
| ------------------- | ------- |
| Lista amerykańska   | 1       |
| Lista australijska  | 4       |
| Lista brytyjska     | 5       |
| Lista kanadyjska    | 19      |
| Lista holenderska   | 4       |
| Lista niemiecka     | 20      |
| Lista nowozelandzka | 12      |

### Single
| Rok  | Singel      | Notowania             | Poz. |
| ---- | ----------- | --------------------- | ---- |
| 1997 | "The Chain" | Mainstream Rock Track | 30   |
| 1998 | "Landslide" | Adult Contemporary    | 10   |
| 1998 | "Landslide" | Adult Top 40          | 26   |
| 1998 | "Landslide" | Billboard Hot 100     | 10   |

## Certyfikaty
| Kraj                  | Certyfikacja        | Sprzedaż  |
| --------------------- | ------------------- | --------- |
| USA (RIAA)            | 5 x platynowa płyta | 5 000 000 |
| Wielka Brytania (BMI) | 1 x srebrna płyta   | 60 000    |
| Australia (ARIA)      | 1 x platynowa płyta | 70 000    |
| Kanada (Music Canada) | 1 x platynowa płyta |           |